# لورا ريكيتس
لورا ريكيتس (بالإنجليزية: Laura Ricketts)‏ هي سيدة أعمال أمريكية، ولدت في 15 ديسمبر 1967 في جاكسونفيل في الولايات المتحدة.